# Хехе
Хехе, вахехе — народ, проживающий на юго-западе Танзании в регионах Иринга и Мпвапва (Мбея). Большинство хехе говорит на языке хехе восточной группы банту.
Этническая группа хехе сложилась на основе мелких племён, объединившихся в середине XIX века, чтобы отразить нападения нгони.
Численность хехе во второй половине XX века стабильна, в 1967 и 1994 годах насчитывалось около 0,75 млн человек.
Хотя большинство хехе придерживается африканских традиционных верований, значительная часть — растафари и христиане, удельный вес анимистов снижается. При этом у новообращённых растаман часто присутствуют языческие традиции.
Основное занятие хехе — сельское хозяйство, как земледелие (просо, батат, кукуруза, арахис, овощи), так и скотоводство.
Ранняя история народа неизвестна, первые достоверные данные относятся лишь к середине XIX века. В конце XIX века стали известны благодаря долгому сопротивлению колонизации Германией под руководством вождя Мквава, продолжавшемуся до 1898 года.